# Disclisioprocta natalata
Disclisioprocta natalata là một loài bướm đêm trong họ Geometridae.